# تصفيات كأس العالم 1990 - أوروبا المجموعة 1
تصفيات كأس العالم 1990 أوروبا المجموعة 1 كانت مجموعة تصفيات لأوروبا لبطولة كأس العالم 1990. تضمنت المجموعة منتخبات بلغاريا و‌الدنمارك و‌اليونان و‌رومانيا.
فازت رومانيا بالمركز الأول، وتأهلت لكأس العالم 1990. الوصيف الدنمارك فشلت في التأهل لأنها كانت أسوأ وصيف من المجموعات التي تحتوي على أربعة منتخبات.

## الترتيب
| فريق     | لعب | ف | ت | خ | له | عليه | ف.أ | نقاط |
| -------- | --- | - | - | - | -- | ---- | --- | ---- |
| رومانيا  | 6   | 4 | 1 | 1 | 10 | 5    | +5  | 9    |
| الدنمارك | 6   | 3 | 2 | 1 | 15 | 6    | +9  | 8    |
| اليونان  | 6   | 1 | 2 | 3 | 3  | 15   | −12 | 4    |
| بلغاريا  | 6   | 1 | 1 | 4 | 6  | 8    | −2  | 3    |

|          | بلغاريا | الدنمارك | اليونان | رومانيا |
| -------- | ------- | -------- | ------- | ------- |
| بلغاريا  | –       | 0 – 2    | 4 – 0   | 1 – 3   |
| الدنمارك | 1 – 1   | –        | 7 – 1   | 3 – 0   |
| اليونان  | 1 – 0   | 1 – 1    | –       | 0 – 0   |
| رومانيا  | 1 – 0   | 3 – 1    | 3 – 0   | –       |

### النتائج
| اليونان        | 1–1     | الدنمارك   |
| -------------- | ------- | ---------- |
| ميتروبولوس 41' | (تقرير) | بوفلسن 56' |

| بلغاريا   | 1 – 3   | رومانيا                        |
| --------- | ------- | ------------------------------ |
| كوليف 31' | (تقرير) | ماتيوت 25' · كاماتارو 79'، 89' |

| رومانيا                                   | 3 – 0   | اليونان |
| ----------------------------------------- | ------- | ------- |
| ماتيوت 26' · هاجي 40' (ركلة.) · ساباو 84' | (تقرير) |         |

| الدنمارك   | 1 – 1   | بلغاريا     |
| ---------- | ------- | ----------- |
| إلستروب 8' | (تقرير) | ساداكوف 38' |

| اليونان | 0 – 0   | رومانيا |
| ------- | ------- | ------- |
|         | (تقرير) |         |

| بلغاريا | 0 – 2   | الدنمارك                    |
| ------- | ------- | --------------------------- |
|         | (تقرير) | بوفلسن 41' · ب. لاودروب 89' |

| رومانيا    | 1 – 0   | بلغاريا |
| ---------- | ------- | ------- |
| بوبسكو 35' | (تقرير) |         |

| الدنمارك                                                                                                  | 7 – 1   | اليونان      |
| --- | ------- | ------------ |
| ب. لاودروب 24' · بارترام 47' · نيلسن 55' · بوفلسن 56' · فيلفورت 79' · أندرسن 85' · م. لاودروب 89' (ركلة.) | (تقرير) | مافريديس 39' |

| بلغاريا                                                 | 4 – 0   | اليونان |
| ------------------------------------------------------- | ------- | ------- |
| إيفانوف 72' · بانكوف 76' · إسكرينوف 79' · ستويتشكوف 88' | (تقرير) |         |

| الدنمارك                               | 3 – 0   | رومانيا |
| -------------------------------------- | ------- | ------- |
| نيلسن 4' · ب. لاودروب 26' · بوفلسن 85' | (تقرير) |         |

| اليونان      | 1 – 0   | بلغاريا |
| ------------ | ------- | ------- |
| نيوبلياس 49' | (تقرير) |         |

| رومانيا                     | 3 – 1   | الدنمارك  |
| --------------------------- | ------- | --------- |
| بالينت 25'، 61' · ساباو 38' | (تقرير) | بوفلسن 6' |

## الهدافون
أُحرز 34 هدفًا أثناء 12 مباراة، بمعدل 2.83 هدفًا لكل مباراة.
| 5 أهداف - فليمينغ بوفلسن 3 أهداف - بريان لاودروب هدفان - كينت نيلسن - غابي بالينت - روديون كاماتارو - دورين ماتيوت - يوان ساباو | هدف واحد - كالين بانكوف - بوزيدار إسكرينوف - تريفون إيفانوف - خريستو كوليف - أيان ساداكوف - خريستو ستويتشكوف - هنريك أندرسن - يان بارترام | - لارس إلستروب - مايكل لاودروب - كيم فيلفورت - كوستاس مافريديس - تاسوس ميتروبولوس - نيكوس نيوبلياس - غورغي هاجي - غورغي بوبسكو |